# Aptilotus politus
Aptilotus politus är en tvåvingeart som först beskrevs av Samuel Wendell Williston  1893.  Aptilotus politus ingår i släktet Aptilotus och familjen hoppflugor. Inga underarter finns listade i Catalogue of Life.